# Giuditta e Oloferne (Vernet)
Giuditta e Oloferne (Judith et Holopherne) è un dipinto a olio su tela realizzato dal pittore francese Horace Vernet nel 1829. La scena rappresentata riprende l'iconografia della decapitazione di Oloferne da parte di Giuditta, prima che quest'ultima la compia.
Presentato al Salone del 1831, il quadro venne acquistato dalla direzione dei musei reali: in seguito venne assegnato al dipartimento di pittura del museo del Louvre e dal 1912 si conserva al museo di belle arti di Pau.

## Storia

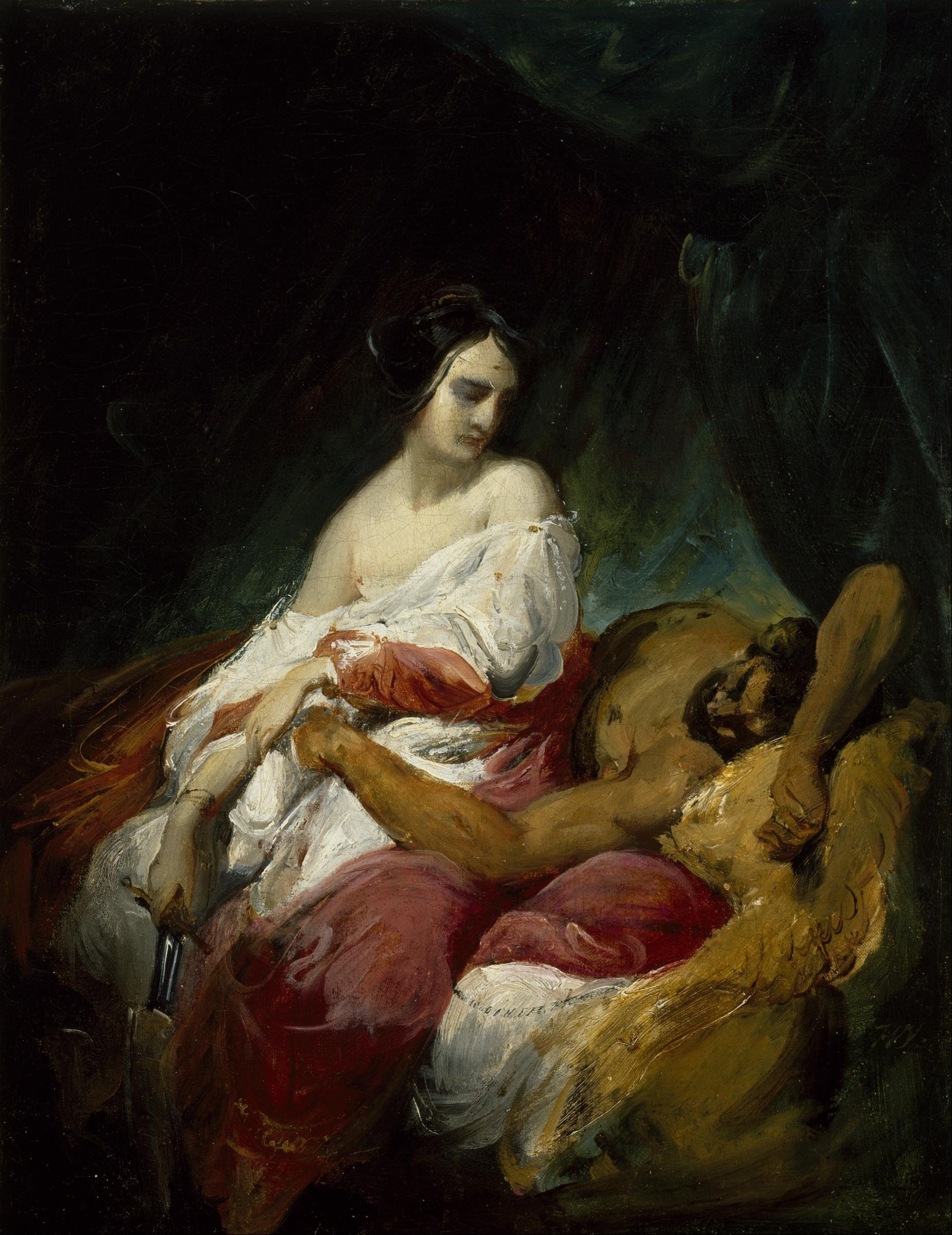
Uno studio per l'opera.

Giuditta e Oloferne venne dipinto da Horace Vernet nel 1829, quando egli era il direttore dell'accademia di Francia a Roma. Per quest'opera posarono due modelli: Olympe Pélissier per Giuditta e Federico Ricci per Oloferne. Pélissier era l'amante del pittore, prima di diventare la seconda moglie di Gioachino Rossini.
Il quadro venne presentato al Salone del 1831, a Parigi, dove venne acquistato dalla direzione dei musei del re. Venne esposto al museo del Lussemburgo a partire dal 1831, poi venne messo in deposito al castello di Saint-Cloud nel 1835. In seguito passò al museo del Louvre, prima di finire al museo di belle arti di Pau l'11 dicembre 1912.

## Descrizione
Horace Vernet si occupa di un'iconografia tratta dal libro di Giuditta, dall'Antico Testamento: Giuditta, una giovane della città di Betulia, si reca all'accampamento di Oloferne, il generale dell'esercito di Nabucodonosor, che assedia la città. Ella si guadagna la sua confidenza e, dopo che quest'ultimo si addormenta, lo decapita con una sciabola. Tuttavia, il pittore rappresenta l'instante che precede l'azione finale, quando Giuditta si prepara a colpire Oloferne.

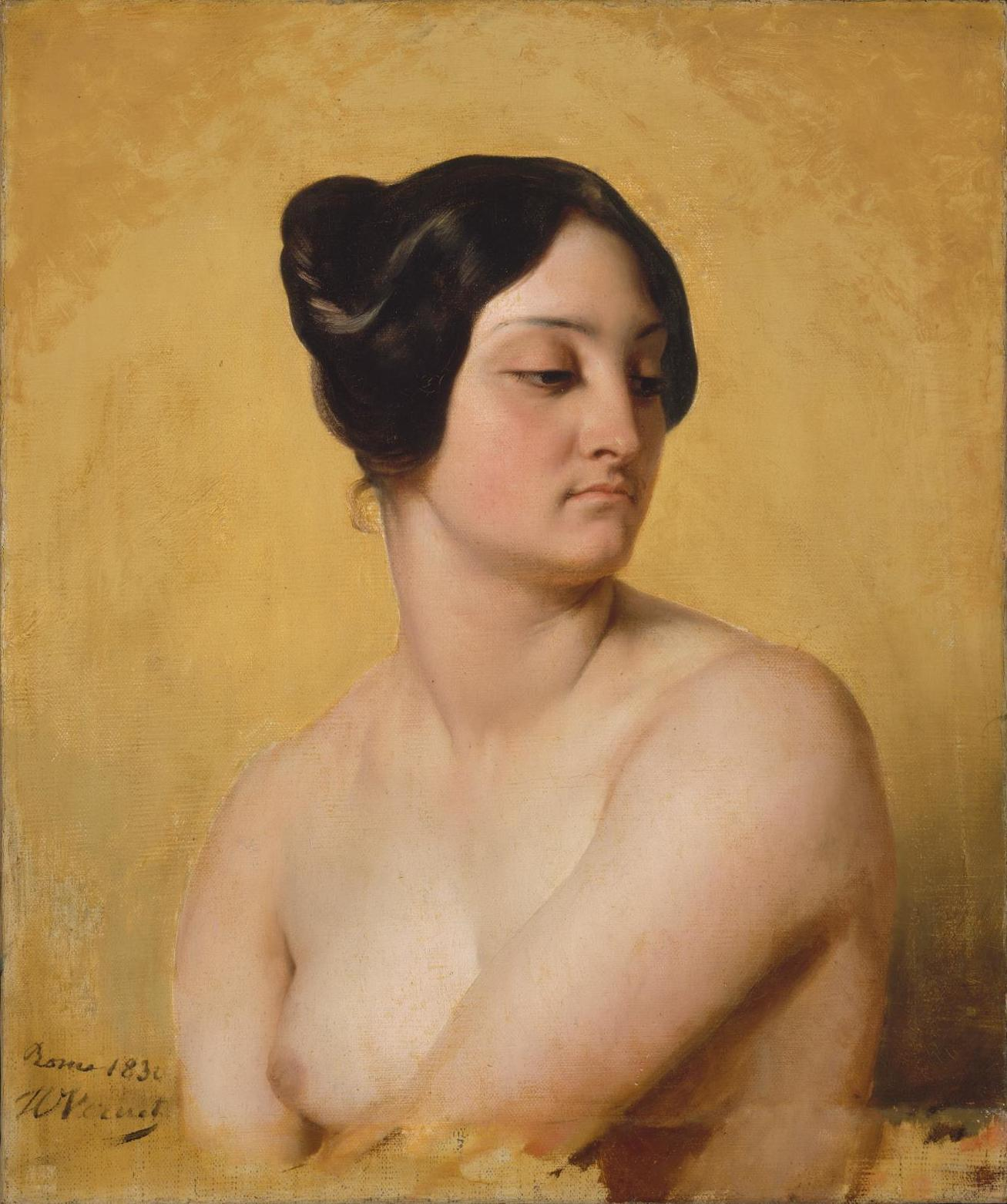
Uno studio per l'opera ritraente Olympe Pélissier, che diede il suo volto all'eroina biblica.

La donna è in piedi e indossa un abito adornato riccamente, che lascia scoperte le spalle. In mano ella impugna la sciabola con la quale si prepara a uccidere il generale assiro, che è sdraiato sul suo letto. Giuditta è determinata a uccidere il nemico, eppure sul suo volto traspare una certa emozione che viene letta nel suo sguardo. La barba di Oloferne è tagliata a punta come quella di Pan, ma anche quella del diavolo in alcune rappresentazioni. La luce proviene da un angolo della tenda in alto a sinistra e ricade diagonalmente sui busti dei due, illuminando le vesti bianche che indossano. Il resto della tenda, eccezion fatta per un drappo rosso che la chiude, rimane in ombra.
Sono noti due studi a olio per l'opera. Il primo ritrae Olympe Pélissier all'altezza del busto, con i capelli raccolti e a torso nudo, mentre gira il volto di tre quarti. Questo studio è conservato al museo di belle arti di Boston. Il secondo studio si avvicina di più alla composizione finale ed è conservato al museo di belle arti di Houston, negli Stati Uniti d'America.
Una copia dell'opera, realizzata da un pittore chiamato "Rouede" o "Rouche", forse un allievo di Horace Vernet, venne ritrovata negli anni 1990 tra i bidoni della spazzatura di un tolosano.

## Analisi
Étienne-Jean Delécluze, che vide il quadro al Salone del 1831, interpreta la scena rappresentata come la vendetta di Giuditta contro "la lussuria e la crudeltà" di Oloferne. La raffigurazione di Horace Vernet è meno violenta di quelle, più antiche, di Artemisia Gentileschi o del Caravaggio: la decapitazione non è rappresentata, e solo il colore rosso dei tessuti vari richiama l'aspetto sanguinoso della scena. Quest'opera, che possiede delle caratteristiche orientaliste, segna la fine del periodo romantico dell'artista, prima del passaggio al realismo.

## Influenza
Nella letteratura, l'opera di Horace Vernet influenzò due autori: Gustave Flaubert nel romanzo Salambò (nel capitolo "Sotto la tenda") e Jules Barbey d'Aurevilly ne Les Diaboliques (per la sua novella La vendetta di una donna).
Per il teatro, Friedrich Hebbel venne influenzato dal dipinto per scrivere la tragedia Judith.